# معركة عكا (1179)
معركة عكا غارة بحرية شنها الأسطول الأيوبي بقيادة صلاح الدين ضد قلعة عكا الصليبية. هاجم الأيوبيون القلعة وألحقوا أضرارًا جسيمة بالميناء قبل الانسحاب.

## تاريخ
بحلول ربيع عام 1179، كان السلطان الأيوبي صلاح الدين قد بنى البحرية الأيوبية. كان لديه إجمالي عدد 80 سفينة، 60 منها قوادس و20 سفينة نقل. قسم صلاح الدين بحريته إلى قسمين: 50 لحماية السواحل المصرية بينما 30 منها لمهاجمة الصليبيين. بدأت البحرية الأيوبية عملياتها في نفس العام. هاجموا سواحل بلاد الشام، مما أدى إلى تعطيل الأنشطة العسكرية والتجارية هناك. في يونيو، استولوا على سفينتين بضائع واستولوا على العديد من الغنائم، و400 سجين.
وبفضل هذا الانتصار، شن الأيوبيون غارة أخرى، هذه المرة باتجاه قلعة عكا الصليبية، التي اعتبرها المسلمون "قسطنطينية الفرنج". وفي الرابع عشر من أكتوبر، أبحر الأسطول الأيوبي باتجاه عكا ليلاً. وكان ميناء عكا يحمل العديد من السفن والبضائع. وتمكن الأسطول الأيوبي من الاستيلاء على العديد من السفن وتدميرها. وظل الأسطول الأيوبي في الميناء يدمر لمدة يومين ولم يتراجع إلا بعد أن ألحق أضرارًا كبيرة بالميناء. ويقال إن الأيوبيين فقدوا ثلاثة رجال في هذا الهجوم. وقد شكل الهجوم تحديًا للقوة البحرية الصليبية. وقال المؤرخ المسلم أبو شامة عن الهجوم: "أصبح أسطولنا، بعد تدميره، مدمرًا للعدو... ولم يسبق لأسطول مسلم أن حقق نصرًا مماثلاً".